# Hồng Ngự (huyện)
Hồng Ngự là một huyện biên giới cũ thuộc tỉnh Đồng Tháp, Việt Nam.

## Địa lý
Huyện Hồng Ngự nằm ở phía bắc tỉnh Đồng Tháp, có vị trí địa lý:
- Phía đông giáp thành phố Hồng Ngự và huyện Tam Nông
- Phía tây giáp thị xã Tân Châu, tỉnh An Giang
- Phía nam giáp huyện Phú Tân, tỉnh An Giang và huyện Thanh Bình
- Phía bắc giáp Campuchia.

Huyện Hồng Ngự có diện tích 209,73 km², dân số năm 2019 là 120.571 người, mật độ dân số đạt 575 người/km².
Huyện Hồng Ngự (Đồng Tháp) cùng với thị xã Tân Châu (An Giang) là 2 nơi thuộc điểm đầu nguồn của sông Tiền khi chảy vào Việt Nam.

## Hành chính
Huyện Hồng Ngự có 10 đơn vị hành chính cấp xã trực thuộc, bao gồm thị trấn Thường Thới Tiền (huyện lỵ) và 9 xã: Long Khánh A, Long Khánh B, Long Thuận, Phú Thuận A, Phú Thuận B, Thường Lạc, Thường Phước 1, Thường Phước 2, Thường Thới Hậu A.

## Lịch sử
Hồng Ngự được thành lập vào năm 1930 từ tổng An Phước, quận Tân Châu. Hồng Ngự lúc đó bao gồm cả huyện Tân Hồng, thành phố Hồng Ngự và huyện Hồng Ngự ngày nay.
Hồng Ngự là một huyện của tỉnh Đồng Tháp, kể từ khi cha ông đặt chân đến khai khẩn vùng đất này, nhân dân Hồng Ngự luôn vươn lên đấu tranh để chiến thắng thiên tai và kẻ thù xâm lược, góp phần tích cực vào công cuộc xây dựng và bảo vệ đất nước, quê hương.
Trong thời kỳ tan rã của chế độ phong kiến Việt Nam, Hồng Ngự là nơi sinh tụ của những người chống đối chế độ bóc lột và thống trị của triều Nguyễn. Thực dân Pháp xâm lược nước ta, Hồng Ngự lại là nơi dừng chân của nhiều sĩ phu yêu nước.
Từ khi có Đảng, nhân dân Hồng Ngự một lòng tin Đảng, đi theo Đảng, cống hiến hết mình cho sự nghiệp giải phóng Tổ quốc Việt Nam. Trong cuộc kháng chiến chống Pháp và chống Mỹ cứu nước, Hồng Ngự là căn cứ địa vững chắc của cách mạng.
Sau ngày giải phóng miền Nam thống nhất đất nước, nhân dân Hồng Ngự lại hăng hái bắt tay vào xây dựng quê hương khắc phục những hậu quả chiến tranh, tập trung xây dựng phát triển kinh tế - xã hội, từng bước nâng cao đời sống vật chất và tinh thần cho nhân dân. Bọn Pôn-pốt, Iêng-xary gây ra cuộc chiến tranh biên giới Tây Nam của Tổ quốc từ cuối năm 1975 đến năm 1979, nhân dân Hồng Ngự dưới sự chỉ đạo của Đảng mà trực tiếp là Đảng bộ huyện lại vươn lên đập tan cuộc chiến tranh xâm lược của chúng, góp phần bảo vệ Tổ quốc Việt Nam xã hội chủ nghĩa và làm tròn nghĩa vụ quốc tế với nhân dân nước bạn Campuchia láng giềng.
Huyện Hồng Ngự nằm ở phía Bắc tỉnh Đồng Tháp; phía Bắc giáp tỉnh Preyveng (Campuchia); phía Đông giáp thị xã Hồng Ngự và huyện Tam Nông; phía Tây - Tây Nam giáp huyện Phú Tân và thị xã Tân Châu (tỉnh An Giang); phía Nam giáp huyện Thanh Bình (tỉnh Đồng Tháp) và huyện Phú Tân (tỉnh An Giang). Dòng sông Tiền chảy qua các xã Thường Phước 1, Thường Phước 2, Thường Thới Tiền, Thường Lạc, Long Khánh A, Long Khánh B, Long Thuận, Phú Thuận A, Phú Thuận B trở thành một cửa khẩu quan trọng nối nước ta với nước bạn Campuchia.
Ngày xưa, vùng đất này mang tên Hùng Ngự. Theo truyền thuyết là nơi cư trú, sinh sống của những người Hùng. Ngay từ thời nhà Nguyễn, Gia Long đã điều một đội binh trong trại Hùng Nhuệ ở Gia Định đến miền Đốc Vàng Thượng, Đốc Vàng Hạ để xây dựng một "Thi sở" nhằm hỗ trợ cho Đạo Tân Châu để bảo vệ miền đất biên ải. Năm Minh Mạng thứ 18 (năm 1837) Thi sở Hùng Ngự được làm nơi phòng thủ và để thu quan thuế đối với thương buôn. Đến năm Thiệu Trị thứ 2, Thi sở Hùng Ngự được đắp đất xung quanh. Thành có chu vi 36 trượng 2 thước, có 2 cửa ra vào. Đến năm 1848, thành đất này bị phá bỏ.
Sau này, những người bất phục đối với Vương triều nhà Nguyễn và thực dân Pháp xâm lược đã tìm đến sinh sống ở vùng đất này. Họ gọi vùng đất mình sinh sống với một cái tên đầy kiêu hãnh là Hùng Ngự.
Dưới thời nhà Nguyễn, ban đầu vùng đất Hùng Ngự nằm trong tổng Kiến An, huyện Kiến Đăng, tỉnh Định Tường.
Sau khi chiếm được 6 tỉnh Nam kỳ, thực dân Pháp chia đất Nam kỳ thành 4 quân khu với 27 tiểu khu khác nhau. Đầu thế kỷ XX, thực dân Pháp chuyển hầu hết các tiểu khu thành đơn vị tỉnh. Hùng Ngự được đổi tên thành Hồng Ngự và trở thành một quận của tỉnh Châu Đốc.
Đầu năm 1948, để phù hợp với sự chỉ đạo kháng chiến của khu ủy khu 8, Hồng Ngự được chuyển thành một quận của tỉnh Long Châu Tiền.
Đến năm 1951, tỉnh Long Châu Sa được thành lập, Hồng Ngự được ghép với Tân Châu và có tên huyện Tân Hồng thuộc tỉnh Long Châu Sa.
Tháng 7 năm 1954, tỉnh Long Châu Sa lại được tách ra thành ba tỉnh: Long Xuyên, Châu Đốc và Sa Đéc. Hồng Ngự lại nằm trong sự chỉ đạo của Tỉnh ủy Châu Đốc.
Tháng 10 năm 1956, chính quyền Ngô Đình Diệm cắt ba quận: Hồng Ngự, Cao Lãnh và Phong Thạnh Thượng và bốn xã của quận Mỹ An để thành lập tỉnh Kiến Phong.
Đầu năm 1957, Khu ủy khu 8 chủ trương thành lập Tỉnh ủy Kiến Phong để chỉ đạo phong trào kháng chiến chống Mỹ của nhân dân, Hồng Ngự là một huyện của tỉnh Kiến Phong.
Năm 1962, Hồng Ngự được ghép với Thanh Bình để thành lập huyện Thanh Hồng, chưa đầy một năm, lại tách ra, trở về với tên cũ Hồng Ngự thuộc tỉnh Kiến Phong.
Đầu năm 1974, Hồng Ngự thuộc tỉnh Long Châu Tiền.
Năm 1976, tỉnh Đồng Tháp được thành lập, Hồng Ngự thuộc tỉnh Đồng Tháp.
Đến năm 1989, thực hiện Quyết định số 41-HĐBT của Hội đồng Bộ trưởng, ngày 22 tháng 4 năm 1989, về việc phân vạch địa giới hành chính huyện Hồng Ngự thuộc tỉnh Đồng Tháp, chia huyện Hồng Ngự thành hai huyện lấy tên là Hồng Ngự và Tân Hồng.
Đến năm 2009, thực hiện Nghị định số 08/NĐ-CP ngày 23 tháng 12 năm 2008 của Thủ tướng Chính phủ về điều chỉnh địa giới hành chính huyện thành lập thị xã Hồng Ngự và huyện Hồng Ngự đến nay.
Là huyện biên giới phía Bắc của tỉnh Đồng Tháp, Hồng Ngự có đường biên giới tiếp giáp tỉnh Preyveng - nước bạn Campuchia dài hơn 18 km. Tổng diện tích tự nhiên toàn huyện là 209,74 km², chiếm 6,2% diện tích tự nhiên toàn Tỉnh, dân số trung bình năm 2009 là 150.050 nhân khẩu, mật độ dân số 695 người/km². Toàn huyện được chia thành 11 đơn vị hành chính trực thuộc, bao gồm các xã Thường Phước 1, Thường Phước 2, Thường Thới Tiền, Thường Lạc, Thường Thới Hậu A, Thường Thới Hậu B, Long Khánh A, Long Khánh B, Long Thuận, Phú Thuận A, Phú Thuận B.
Địa bàn huyện Hồng Ngự nằm ở vị trí cửa ngõ phía Bắc của tỉnh Đồng Tháp, tiếp giáp với tỉnh Preyveng (Campuchia); nằm trên tuyến đường thủy quốc tế sông Tiền đi Campuchia, tuyến ĐT 841 (kết nối với tuyến Quốc lộ 30) nối liền thành phố Cao Lãnh với thị xã Hồng Ngự và cửa khẩu Thường Phước, là vị thế đối trọng với khu kinh tế biên giới Tân Châu - Vĩnh Xương (tỉnh An Giang), vị trí trên đã tạo cho huyện Hồng Ngự có điều kiện thuận lợi trong quan hệ đối ngoại và phát triển kinh tế cửa khẩu, giao lưu kinh tế, văn hóa với các huyện, tỉnh bạn và quốc tế.
Sau ngày 30 tháng 4 năm 1975, huyện Hồng Ngự thuộc tỉnh Đồng Tháp, gồm thị trấn Hồng Ngự và 13 xã: An Bình, Bình Thạnh, Long Khánh, Long Thuận, Phú Thuận, Tân Công Chí, Tân Hộ Cơ, Tân Hội, Tân Thành, Thường Lạc, Thường Phước, Thường Thới Hậu, Thường Thới Tiền.
Quyết định số 11-HĐBT ngày 19 tháng 2 năm 1983 của Hội đồng Bộ trưởng, chia xã Phú Thuận thành hai xã lấy tên là xã Phú Thuận và xã Phú Trung.
Quyết định số 36-HĐBT ngày 06 tháng 3 năm 1984 của Hội đồng Bộ trưởng:
1. Chia xã Thường Phước thành 2 xã lấy tên là xã Thường Phước 1 và xã Thường Phước 2
2. Chia xã Tân Thành thành 2 xã lấy tên là xã Thông Bình và xã Tân Thành.

Quyết định số 149-HĐBT ngày 27 tháng 9 năm 1988 của Hội đồng Bộ trưởng, chia xã An Bình thành hai xã lấy tên là xã An Phước và xã An Bình.
Đến cuối năm 1988, huyện Hồng Ngự có thị trấn Hồng Ngự và 17 xã: An Bình, An Phước, Bình Thạnh, Long Khánh, Long Thuận, Phú Thuận, Phú Trung, Tân Công Chí, Tân Hộ Cơ, Tân Hội, Tân Thành, Thông Bình, Thường Lạc, Thường Phước 1, Thường Phước 2, Thường Thới Hậu, Thường Thới Tiền.
Quyết định số 41-HĐBT ngày 22 tháng 4 năm 1989 của Hội đồng Bộ trưởng:
1. Chia huyện Hồng Ngự thành hai huyện lấy tên là huyện Hồng Ngự và huyện Tân Hồng
2. Huyện Tân Hồng gồm 5 xã: An Phước, Tân Công Chí, Tân Hộ Cơ, Tân Thành, Thông Bình
3. Huyện Hồng Ngự gồm thị trấn Hồng Ngự và 12 xã: An Bình, Bình Thạnh, Long Khánh, Long Thuận, Phú Thuận, Phú Trung, Tân Hội, Thường Lạc, Thường Phước 1, Thường Phước 2, Thường Thới Hậu, Thường Thới Tiền.
4. Địa giới huyện Hồng Ngự ở phía đông giáp huyện Tân Hồng, phía tây giáp sông Tiền, phía Nam giáp tỉnh An Giang và huyện Tam Nông (tỉnh Đồng Tháp), phía bắc giáp nước Cộng hoà nhân dân Cam-pu-chia
5. Giữ nguyên trạng 4 xã Long Thuận, Tân Hội, Thường Phước 1, Thường Phước 2
6. Chia xã An Bình cũ thành 2 xã lấy tên là xã An Bình A và xã An Bình B
7. Chia xã Long Khánh cũ thành 2 xã lấy tên là xã Long Khánh A và xã Long Khánh B
8. Tách 1.350 hécta diện tích tự nhiên và 10.863 nhân khẩu của xã Phú Thuận nhập vào xã Phú Trung cũ để thành lập xã Phú Thuận B. Phần còn lại của xã Phú Thuận cũ đổi tên là xã Phú Thuận A
9. Sau khi tách 1.752 hécta diện tích tự nhiên và 1.450 nhân khẩu cho huyện Tân Hồng và 139 hécta với 2.540 nhân khẩu cho thị trấn Hồng Ngự, xã Bình Thạnh (mới) còn 5.409 hécta diện tích tự nhiên và 5.634 nhân khẩu
10. Xã Thường Lạc: Tách 410 hécta diện tích tự nhiên với 5.530 nhân khẩu giao cho xã Thường Thới Hậu đồng thời nhận của xã Thường Thới Tiền 730 hécta diện tích tự nhiên với 4.030 nhân khẩu
11. Tách 1.296 hécta diện tích tự nhiên với 6. 641 nhân khẩu của xã Thường Thới Hậu để lập xã mới lấy tên là xã Thường Thới Hậu A
12. Phần còn lại của xã Thường Thới Hậu (cũ) gồm 969 hécta với 1.630 nhân khẩu, sẽ nhận thêm 410 hécta với 5.530 nhân khẩu của xã Thường Lạc để thành lập xã Thường Thới Hậu B
13. Xã Thường Thới Tiền: Tách 730 hécta với 4.030 nhân khẩu giao cho xã Thường Lạc
14. Thị trấn Hồng Ngự: Sau khi nhận 139 hécta với 2.540 nhân khẩu của xã Bình Thạnh, thị trấn Hồng Ngự có 429 hécta diện tích tự nhiên và 16.715 nhân khẩu.

Nghị định số 194/2004/NĐ-CP ngày 30 tháng 11 năm 2004 của Chính phủ, điều chỉnh 400,54 ha diện tích tự nhiên và 7.811 nhân khẩu của xã An Bình A về thị trấn Hồng Ngự quản lý.
Quyết định số 1662/2005/QĐ-BXD ngày 31 tháng 8 năm 2005 về việc công nhận thị trấn Hồng Ngự là đô thị loại IV do Bộ trưởng Bộ Xây dựng ban hành>
Đến cuối năm 2007, huyện Hồng Ngự có 1 thị trấn Hồng Ngự và 15 xã: An Bình A, An Bình B, Bình Thạnh, Long Khánh A, Long Khánh B, Long Thuận, Phú Thuận A, Phú Thuận B, Tân Hội, Thường Lạc, Thường Phước 1, Thường Phước 2, Thường Thới Hậu A, Thường Thới Hậu B, Thường Thới Tiền.
Nghị định số 08/NĐ-CP ngày 23 tháng 12 năm 2008 của Chính phủ:
1. Thành lập thị xã Hồng Ngự thuộc tỉnh Đồng Tháp trên cơ sở điều chỉnh 12.216,16 ha diện tích tự nhiên và 74.569 nhân khẩu của huyện Hồng Ngự (bao gồm toàn bộ diện tích tự nhiên và nhân khẩu của thị trấn Hồng Ngự và các xã: An Bình A, An Bình B, Bình Thạnh, Tân Hội; 751,72 ha diện tích tự nhiên và 8.380 nhân khẩu của xã Thường Lạc
2. Xã Thường Lạc: còn lại 849,70 ha diện tích tự nhiên và 3.280 nhân khẩu
3. Huyện Hồng Ngự còn lại 20.973,70 ha diện tích tự nhiên và 150.050 nhân khẩu, có 11 đơn vị hành chính trực thuộc, bao gồm các xã: Long Khánh A, Long Khánh B, Long Thuận, Phú Thuận A, Phú Thuận B, Thường Lạc, Thường Phước 1, Thường Phước 2, Thường Thới Hậu A, Thường Thới Hậu B, Thường Thới Tiền
4. Địa giới hành chính huyện Hồng Ngự: Đông giáp thị xã Hồng Ngự và huyện Tam Nông; Tây giáp tỉnh An Giang; Nam giáp huyện Thanh Bình; Bắc giáp tỉnh Prey Veng - Campuchia.

Ngày 10 tháng 1 năm 2019, Ủy ban Thường vụ Quốc hội ban hành Nghị quyết số 625/NQ-UBTVQH14 về việc thành lập thị trấn Thường Thới Tiền thuộc huyện Hồng Ngự, tỉnh Đồng Tháp (nghị quyết có hiệu lực từ ngày 1 tháng 3 năm 2019). Theo đó:
- Điều chỉnh 1,43 km² diện tích tự nhiên và 2.651 người của xã Thường Phước 2 vào xã Thường Thới Tiền
- Điều chỉnh 16,16 km² diện tích tự nhiên và 507 người của xã Thường Thới Tiền vào xã Thường Phước 2
- Thành lập thị trấn Thường Thới Tiền trên cơ sở toàn bộ 15,83 km² diện tích tự nhiên và 17.496 người của xã Thường Thới Tiền sau khi điều chỉnh địa giới hành chính hai xã.

Sau khi điều chỉnh địa giới hành chính, xã Thường Phước 2 có 30,04 km² diện tích tự nhiên, dân số 8.840 người.
Huyện Hồng Ngự có 11 đơn vị hành chính cấp xã, gồm thị trấn Thường Thới Tiền (huyện lỵ) và 10 xã: Long Khánh A, Long Khánh B, Long Thuận, Phú Thuận A, Phú Thuận B, Thường Lạc, Thường Phước 1, Thường Phước 2, Thường Thới Hậu A, Thường Thới Hậu B.
Ngày 17 tháng 12 năm 2019, Ủy ban Thường vụ Quốc hội ban hành Nghị quyết số 838/NQ-UBTVQH14 về việc sắp xếp các đơn vị hành chính cấp xã thuộc tỉnh Đồng Tháp (nghị quyết có hiệu lực từ ngày 1 tháng 1 năm 2020). Theo đó, sáp nhập xã Thường Thới Hậu B vào xã Thường Lạc.
Lúc đó, huyện Hồng Ngự có 1 thị trấn và 9 xã.
Ngày 12/6/2025, Quốc Hội ban hành nghị quyết 1663/NQ-UBTVQH15 - bãi bỏ cấp huyện, huyện Hồng Ngự bị chia thành 3 đơn vị hành chính mới:
1. Thành lập xã Thường Phước trên cơ sở sáp nhập toàn bộ diện tích và quy mô dân số của thị trấn Thường Thới Tiền, xã Thường Phước 1 và xã Thường Phước 2, trung tâm đặt tại Ủy ban Nhân dân thị trấn Thường Thới Tiền cũ.
2. Thành lập xã Long Khánh trên cơ sở sáp nhập toàn bộ diện tích và quy mô dân số của xã Long Khánh A, Long Khánh B, trung tâm đặt tại Ủy ban Nhân dân xã Long Khánh B cũ.
3. Thành lập xã Long Phú Thuận trên cơ sở sáp nhập toàn bộ diện tích và quy mô dân số của xã Long Thuận, Phú Thuận A, Phú Thuận B, trung tâm đặt tại Ủy ban Nhân dân xã Long Thuận cũ.

Kể từ đó, huyện Hồng Ngự chính thức dừng hoạt động.

## Văn hóa
Địa danh Hồng Ngự được nhắc đến trong bài hát Hồng Ngự Mang Tên Em của nhạc sĩ Tô Thanh Tùng.

## Danh nhân
Võ Anh Kiệt (sinh 1960): Chủ tịch HĐND tỉnh An Giang, Phó Bí thư Thường trực Tỉnh ủy An Giang. Quê xã Long Thuận.
Phan Văn Sáu (sinh 1959): Bí thư Tỉnh ủy Sóc Trăng, nguyên Tổng Thanh tra Chính phủ, nguyên Bí thư Tỉnh ủy An Giang, nguyên Chủ tịch HĐND tỉnh An Giang. Quê xã Long Thuận.
Phan Văn Thắng (sinh 1967): Chủ tịch HĐND tỉnh Đồng Tháp. Quê xã Thường Phước 2.
Nguyễn Cẩm Lũy (sinh 1948): thợ xây dựng nổi tiếng với biệt danh "thần đèn" vì có khả năng di dời nhà. Quê xã Long Khánh A.
Tô Thanh Tùng (1944-2017): nhạc sĩ trước năm 1975. Anh trai nhạc sĩ Tô Thanh Sơn.
Tô Thanh Sơn (1949-2018): nhạc sĩ trước năm 1975. Em trai nhạc sĩ Tô Thanh Tùng.
Đinh Văn Đệ (sinh 1924): thượng úy, điệp viên tình báo của Việt Nam Dân chủ Cộng hòa, được tặng Huân chương chiến công hạng nhất, từng giữ chức Phó chủ tịch Hạ viện Việt Nam Cộng Hòa, đại tá Quân lực Việt Nam Cộng hòa. Quê xã Long Thuận.
Lê Dân Khiết (sinh 1960): Đại biểu Quốc hội Việt Nam khóa XIII. Quê xã Phú Thuận (nay là hai xã Phú Thuận A và Phú Thuận B).
Duy Trường (sinh 1981): ca sĩ hải ngoại.
Trần Hữu Thường (1844-1921): nhà giáo nổi tiếng ở Nam Bộ vào cuối thế kỷ 19 đến đầu thế kỷ 20. Quê xã Phú Thuận (nay là hai xã Phú Thuận A và Phú Thuận B).
Lương Văn Được Em (sinh 1985): cầu thủ bóng đá chuyên nghiệp
Bùi Thành Nhơn (sinh năm 1958) là một tỉ phú USD người Việt Nam. Chủ tịch HĐQT Tập Đoàn  Novaland. Quê xã Long Khánh A, huyện Hồng Ngự.
Thiếu Tướng Lê Trung Hiếu (sinh 1950) năm thụ phong 2008 Chỉ huy trưởng Bộ chỉ huy quân sự tỉnh An Giang, Phó Tham mưu trưởng Quân khu 9.

## Hình ảnh
|  |  |